# The Tenth Planet
The Tenth Planet (La Dixième Planète) est le vingt-neuvième épisode de la première série de la série télévisée britannique de science-fiction Doctor Who, diffusé pour la première fois en quatre parties hebdomadaires du 8 au 29 octobre 1966. Il s'agit du dernier épisode où le rôle principal est joué par William Hartnell, qui se voit remplacé par Patrick Troughton à la fin de l'épisode.

## Accroche
Mêlés sans le vouloir à une équipe scientifique des années 1980, le Docteur et ses compagnons sont témoins privilégiés de la découverte d'une dixième planète, Mondas, jumelle de la Terre. Des robots venus de Mondas, les Cybermen ne tardent pas à en profiter pour débarquer sur Terre.

## Distribution
- William Hartnell — Le Docteur
- Anneke Wills — Polly
- Michael Craze — Ben Jackson
- Robert Beatty — General Cutler
- David Dodimead — Barclay
- Dudley Jones — Dyson
- Alan White — Schultz
- Earl Cameron — Williams
- Callen Angelo — Terry Cutler
- John Brandon — Le sergent américain
- Shane Shelton — Tito
- Steve Plytas — Wigner
- Christopher Matthews — Technicien radar
- Ellen Culler — Technicien Suisse
- Christopher Dunham — Technicien
- Glenn Beck — Présentateur télé
- Roy Skelton, Peter Hawkins — Voix des Cybermen
- Harry Brooks, Reg Whitehead, Gregg Palmer — Les Cybermen

## Synopsis
Le Docteur et ses deux compagnons Ben et Polly sont arrivés au Pôle Sud durant l'année 1986, près d'une base arctique où des scientifiques supervisent la mission spatiale du vaisseau Zeus IV. Alors qu'ils pensent être dans une mission de routine, les deux spationautes du Zeus IV découvrent une nouvelle planète qui s'approche de la Terre. Leur vaisseau subit alors une perte d'énergie et l'équipe scientifique tente de faire face à la crise. 
Amené à l'intérieur de la base, le Docteur révèle qu'il connait cette fameuse planète X : il s'agit de Mondas, la planète jumelle de la Terre et ses habitants vont bientôt entrer en contact avec les terriens. Peu de temps après cette prédiction, trois créatures robotiques atterrissent non loin, tuent les gardes et utilisent leurs vêtements afin d'entrer dans la base. 
Alors que tous les scientifiques tentent de faire atterrir le Zeus IV sur Mondas, les robots accèdent à la base et tentent d'en prendre le contrôle. Malgré les supplications de l'équipe, ils refusent de les laisser aider l'équipage du Zeus IV estimant que leur vie n'a strictement aucune importance. Les créatures se révèlent être des Cybermen et expliquent qu'ils ont été créés par les humains de Mondas mais les ont supplantés en gardant leur cerveau mais en remplaçant leur corps par des parties mécaniques et en effaçant leurs émotions, source de faiblesse. 
Pendant que le Zeus IV est attiré par la planète Mondas et explose, les Cybermen expliquent que Mondas a besoin de l'énergie de Terre pour l'absorber avant de la détruire. Ils proposent aux humains de venir sur leur planète afin de les changer en Cybermen. 
Ben, ayant été enfermé dans une salle de projection après avoir tenté de se rebeller, réussi à s'en sortir en aveuglant un Cyberman à coup de projecteur et de subtiliser son arme. Il parvient à la donner au Général Cutler, le commandant de la base, afin de tuer les Cybermen restant. Cutler contacte son quartier général à Genève qui l'informe que son fils a été envoyé en mission afin de sauver les occupants du Zeus IV.
Alors que la Terre est sous la menace d'une grande invasion de Cybermen, Cutler décide d'utiliser une bombe atomique, la Z-bombe afin de détruire Mondas. Mais il est contredit par Ben et l'un des scientifiques de la base, le Dr Barclay, qui estiment que cela pourrait avoir des retombées néfastes sur la Terre. Ne souhaitant pas être contredit, Cutler emprisonne Ben ainsi que le Docteur, gravement malade et inconscient. 
Barclay décide de libérer Ben afin qu'il puisse saboter la fusée se dirigeant vers Mondas. Mais Ben est découvert par le général Cutler en train de saboter l'appareil. Un lancement est alors prévu, mais il échouera au dernier moment grâce au sabotage de Ben. 
Cette action rend fou de rage le général Cutler et il tient pour responsable le Docteur (revenu à lui) qu'il considère comme un allié des Cybermen. Alors qu'il tente de supprimer Ben, Barclay et le Docteur, Cutler est tué par une escouade de Cybermen arrivés sur Terre. Ceux-ci souhaitent que la fusée pointée vers Mondas soit détruite. Le Docteur décide de coopérer avec eux et les Cybermen prennent alors Polly en otage sur leur vaisseau afin d'obtenir une garantie. 
Mais alors que les Cybermen envahissent la Terre à différents lieux et prennent le pouvoir du commandement spatial de Genève, le Docteur découvre que plutôt que de sauver Mondas, ils ont l'intention de détruire la Terre avec la Bombe Z. Afin d'être fait prisonnier il envoie un message public qui est reçu par Ben, Barclay et d'autres ingénieurs. 
Travaillant dans la salle de radiation, Ben se rend compte que les Cybermen ont besoin des humains car ils sont sensibles aux radiations. Ils réussissent à tuer un des gardes avec ces radiations et à récupérer son arme. Ils arrivent dans la salle de contrôle de la base et réussissent à faire exploser Mondas, ce qui a pour effet de supprimer l'énergie des Cybermen qui sont alors désactivés. Le vaisseau de récupération du Zeus IV reprend son énergie et la menace des Cybermen a disparu. 
Ben retourne dans le vaisseau des Cybermen pour sauver le Docteur et Polly. Seulement, le Docteur semble très malade et confus. Il demande à rejoindre le TARDIS et s'y enferme. Là, allongé sur le sol, au milieu de ses instruments, il régénère sous un nouveau visage.

## Continuité
- La géographie de la planète Mondas est une version inversée de celle de la Terre. Celle-ci semble se situer entre Mars et Venus et le Docteur semble connaître son existence et savoir qu'elle abrite des êtres hostiles.
- L'expédition du Zeus IV revient d'une expédition lunaire, chose qui, en 1966, restait encore du domaine de la science-fiction.
- Il s'agit du seul épisode où les Cybermen ont des noms individuels comme Krang, Tarlon ou Jarl.
- Dans l'épisode « Attack of the Cybermen » les Cybermen tentent de retourner en  1985 afin d'éviter l'explosion de la planète Mondas.
- Il s'agit du premier épisode dans lequel on voit le Docteur se régénérer. Le processus n'a pas encore de nom et dans l'épisode suivant, le Docteur dit juste qu'il a été « mis à neuf », impliquant l'idée que le Docteur se régénère dans un corps plus jeune (ce qui n'est pas forcément le cas). Le processus n'aura pas de nom avant  « Planet of the Spiders ».
- La mort à l'écran du premier Docteur n'est jamais clairement expliquée. Gerry Davis dit plus tard que c'est l'aspiration de l'énergie par la planète Mondas qui a eu raison du Docteur. En règle générale, on a tendance à estimer que le Docteur est simplement mort de vieillesse. Cependant, l'épisode spécial de Noël 2017, Il était deux fois, explique ce qui s'est passé entre le moment où il repart dans le TARDIS et le moment où il se régénère.

## Production

### Scénarisation
Après « The War Machines » il s'agit du deuxième épisode initié par le Dr Kit Pedler, qui avait été embauché comme conseiller scientifique afin de donner un tournant plus sérieux à la série. Gerry Davis alors script editor (responsable des scénarios) de la série lui avait suggéré l'idée de l'apparition d'une planète jumelle de la Terre (une idée déjà en germe dans les brouillons de la première saison) et Pedler avait dans la tête une histoire d'une navette spatiale dont l'énergie était drainé par de mystérieux moines spatiaux. L'idée des moines ne plaisait pas à Davis qui avait peur que le public fasse une confusion avec le personnage du Moine antagoniste du Docteur dans les épisodes « The Time Meddler » et « The Daleks' Master Plan » et lui demanda de créer des ennemis bien plus proche de ce qu'il connaissait. Pedler s'intéressait à l'époque à la cybernétique et au remplacement des membres par éléments artificiels et se demandait alors ce qui se passerait si on poussait cette logique jusqu'au bout, créant des êtres humains devenus semblables à des machines, ce qui donna l'idée des Cybermen.
L'épisode, nommé The Tenth Planet sur une suggestion de la femme de Pedler, est officiellement commandé le 17 mai 1966, mais Pedler tombe gravement malade peu de temps après et demande à Davis de l'aider pour la coécriture. Davis écrit l'ébauche de chaque partie, la fait réécrire par Pedler pour rajouter des éléments plus scientifiques puis mettent au propre à deux. 
Les Cybermen étant devenus des ennemis récurrents de la série et des personnages déclinés sur des produits dérivés, Kit Pedler et Gerry Davis sont tous deux détenteurs des droits. 
Alors que la BBC change la commande du scénario le 29 juin, pour que deux auteurs puissent y être crédités, ils donnent aussi le feu vert à Gerry Davis et au producteur Innes Lloyd pour que William Hartnell, souffrant d'artériosclérose, quitte la série. Doctor Who souffrant d'une baisse inquiétante d'audience, les auteurs pensent que l'introduction d'un nouvel acteur pourrait rajouter du sang neuf. Davis suggéra que puisqu'il avait été dit que le Docteur était un extra-terrestre, il pouvait peut-être mourir et renaître dans un nouveau corps et Lloyd se dit qu'en faire une capacité "régulière" pourrait les aider en cas de conflits à l'avenir avec d'autres acteurs.

### Casting

#### Le Second Docteur
Fin juin, Lloyd et Davis rencontrèrent Patrick Troughton, 12 ans plus jeune qu'Hartnell, sur le tournage de La Reine des Vikings en Irlande afin qu'il puisse reprendre le rôle. Même si sa carrière l'avait cantonné bien souvent à des rôles secondaires, Troughton était un visage connu qui avait déjà 20 ans d'expérience à la télévision. Même s'il était intéressé, reprendre un rôle connu sur une série ayant déjà 3 ans d'expérience ne se fit pas à la légère et il ne donna son avis définitif que vers le milieu de l'été. 
Lloyd eu aussi une discussion avec William Hartnell dans laquelle il accepta à contre cœur d'abandonner la série. Hartnell était néanmoins content de savoir que Troughton reprendrait le rôle (il aurait dit "il n'existe qu'un seul acteur dans toute l'Angleterre pour me remplacer, il s'agit de Patrick Troughton"
)   et surtout que le personnage du Docteur serait caractérisé de façon différente plutôt que d'être imitation de sa façon de jouer. Son contrat fut étendu de sorte à s'arrêter après le sérial "DD". 
Le 2 août le départ d'Hartnell de la série fut annoncé à la presse et Patrick Troughton signa un contrat l'autorisant à jouer dans 22 épisodes couvrant 5 sérials.

### Pré-production
Derek Martinus, déjà réalisateur de « Galaxy 4 » fut engagé pour tourner cet épisode. Martinus est connu pour avoir tourné plusieurs épisodes de Doctor Who.
La conception des costumes fut confiée à Sandra Reid qui prit plusieurs liberté avec ce que lui demandait le script : ainsi, dans le scénario original, les Cybermen devaient avoir le visage découvert avec une plaque de métal sous leur cheveux. Reid choisit de couvrir le visage par une cagoule blanche qui ne laisse dépasser que la bouche. Leurs bras étaient censés être détachables, mais cette idée fut jugée trop coûteuse à mettre en scène. Elle décide aussi de découvrir leurs mains au lieu d'avoir des mains transparentes et robotisées.

### Tournage
La première partie du tournage débuta le 30 aout 1966 au Studio d'Ealing par des plans des maquettes ainsi que trois jours de tournage en studio, des scènes se déroulant dans la neige de l'Antarctique. Michael Craze fut le premier à s'en plaindre, ayant souffert d'ostéochondrite, il sortait d'une opération du nez qui s'était mal passée et dans laquelle il avait presque perdu la vie. La fausse neige faisait souffrir son nez et celui-ci eu longtemps à s'en plaindre à Edwina Verner, l'assistante de production chargée d'envoyer du polystyrène par ventilateur. Cette interaction imprévue déboucha sur un mariage entre eux quelque temps plus tard.
La suite du tournage, eu lieu, comme souvent, dans les Studios de Riverside. Alors que jusqu'ici les épisodes étaient tournés le vendredi, la production décida que ceux-ci seraient tournés le samedi, permettant plus de souplesses aux équipes afin de tourner des scènes de maquette pour les prochains épisodes.
Le 24 septembre après le tournage de la seconde partie, William Hartnell souffrit d'une bronchite. La troisième partie fut légèrement réécrite de sorte que le Docteur passe du temps inconscient en cellule, ce qui eut pour conséquence de donner plus de rôle aux personnages de Ben et de Barclay. En prévision de la faible santé du comédien principal, les épisodes étaient écrit de sorte à avoir peu de rôle à donner au Docteur. Hartnell eu un congé d'une semaine et sa doublure, Gordon Craig, joua le Docteur inconscient le 1er octobre, lors du tournage. 
Le 8 octobre eu lieu le dernier jour de tournage de William Hartnell en tant que Docteur. La première scène tournée fut celle de la régénération. À l'origine, les producteurs avaient pensés qu'ils suffisaient que William Hartnell soit recouvert d'un drap à la fin de l'épisode et que de ce drap, Patrick Troughton surgisse la semaine d'après. Mais un des techniciens, Shirley Coward, estima qu'il était matériellement possible de faire figurer la régénération par un effet de superposition et de surexposition. De plus, avant sa régénération, le Docteur devait dire "Non… non, je ne peux pas abandonner !" mais Martinus devait finir l'épisode à temps et supprima cette scène, ce qui donne l'impression que le Docteur est en train de partir de façon apaisée.

### Post-production
Comme pour l'épisode « The War Machines » Bernard Lodge créera des encarts pour le générique, faisant figurer des chiffres et des lettres avant de donner le nom des acteurs et des scénaristes, ce qui occasionnant quelques erreurs d'orthographes comme "Kitt Pedler" "Byron Grainer"  ou "Gerry Davies" ,

## Diffusion et Réception
| Épisode | Date de diffusion | Durée | Téléspectateurs en millions | Archives                                |
| --- | ----------------- | ----- | --------------------------- | --------------------------------------- |
| Épisode 1 | 8 octobre 1966    | 23:08 | 5,5                         | Films 16mm                              |
| Épisode 2 | 15 octobre 1966   | 23:15 | 6,4                         | Films 16mm                              |
| Épisode 3 | 22 octobre 1966   | 23:31 | 7,6                         | Films 16mm                              |
| Épisode 4 | 29 octobre 1966   | 24:02 | 7,5                         | Bande audio et quelques extraits vidéos |
| L'épisode relança la série sur les rails, tant l'audience depuis la seconde partie de la saison 3 (« The Celestial Toymaker ») n'était plus très bonne. |                   |       |                             |                                         |

Le changement de Docteur n'empêchera pas l'arrêt des aventures du Docteur sous forme de comic-book, publiées à l'époque dans le journal "Tv Comic", qui continuèrent de raconter des aventures alternatives du premier Docteur jusqu'au mois de décembre 1966. Après cette date, le Docteur prend la forme de Patrick Troughton, mais ses compagnons, John et Gillian, deux enfants se proclamant « les petits-enfants du Docteur » restent sans qu'aucune explication ne soit donnée.
La chanson du groupe G//Z/R nommée « Among The Cybermen » raconte la mort du Premier Docteur à la fin de cet épisode. Elle figure sur l'album "Black Science" en 1997. 

### Critique moderne
En 1993, Joe Bishop explique que cet épisode offre une vision relativement optimiste du futur. "Les humains y vivent dans la diversité et font des efforts internationaux pour construire la recherche spatiale. La variété des accents et des costumes entre en conflit avec l'uniformité des Cybermen." La menace des Cybermen semble constante alors que ceux-ci n'apparaissent finalement que deux épisodes sur quatre. « Ce sont des créatures tragiques car elles ont perdu leur humanité. Leurs actions ne sont même pas mauvaise, il s'agit juste de faire survivre leur race de la façon la plus logique. » « Ils s'opposent en cela à Cutler dont les actions, contestables, ne visent qu'à sauver son fils. » 
« « The Tenth Planet » permet d'avoir une image de ce que va devenir Doctor Who » explique Mark Clapham en 1996 « piégé entre deux époques, cet épisode n'a pas la naïveté des épisodes de la période Hartnell, ni la force des épisodes « Bien » contre « Mal » de la période Troughton. » En effet, la structure de l'épisode fait figurer des personnages en huis clos face à une menace inconnu, mis en erreur par leur chef, lorsque le Docteur apparaît. Cette structure semble être une marque de la période Troughton. 
Le Discontinuity Guide regrette que William Hartnell ayant été malade durant l'enregistrement de l'épisode, n'a pas droit au départ qu'il mérite. De plus, ils notent que si un effort a été fait pour penser que 20 ans plus tard, il pourrait y avoir des astronautes noirs dans l'espace, il n'y a aucun scientifique femme et Polly se rend utile en servant le café.
En 2009, Patrick Mulkern, critique du "Radio Times" estimera le design original des cybermen comme raté mais saluera les personnages de Cutler et du Docteur joué par Hartnell. Le site Den of the Geek nommera la fin de l'épisode 4 dans la liste des 10 meilleurs cliffhanger de la série classique. Alasdair Wilkins du site Io9 saluera l'épisode qu'il qualifie "d'excellente histoire très solide" et estime que "si les Cybermen seront plus menaçant dans d'autres épisodes, ils n'ont jamais été aussi effrayant qu'ici." Il le notera comme la 4e meilleure histoire de régénération de la série.

### Épisodes manquants
Dans les années 1970 à des fins d'économie, la BBC détruisit de nombreux épisodes de Doctor Who. Si les trois premières parties de cet épisode ont été retrouvées la quatrième partie semble avoir disparu, même s'il reste notamment quelques passages dont celui de la régénération du Docteur. Une copie nette de cette partie fait partie du "top 10 des programmes que la BBC cherche à retrouver activement" avec une bobine de l'atterrissage d'Apollo 11.
- Une rumeur raconte que cette partie a été perdue durant la diffusion d'extrait de cet épisode dans l'émission pour enfant "Blue Peter" organisée pour les 10 ans de la série. Seulement, la bobine en question est en réalité la partie 4 de « The Daleks' Master Plan »
- En 1992, un homme du nom de Roger K. Barrett prétend avoir un enregistrement de cette quatrième partie et propose de la revendre à la BBC pour 500 £. Il s'avérera plus tard qu'il s'agissait d'une arnaque (son nom venant d'une variation autour du chanteur Syd Barrett) mais la BBC l'avait pris au sérieux et avait déjà contacté Michael Craze pour effectuer une vidéo de présentation de cet enregistrement.

## Novélisation
L'épisode fut novélisé sous le titre de "Doctor Who and the Tenth Planet" par Gerry Davis lui-même et publié en février 1976 sous le numéro 62 de la collection Doctor Who des éditions Target Book. C'est la première novélisation d'un épisode du 1er Docteur commandé par l'éditeur (si l'on excepte les deux romans sur les Daleks sortit dans les années 1960).
La novélisation reste relativement fidèle à l'épisode et place l'action en l'année 2000. À noter qu'au moment où le Docteur est affaibli, il appelle Ben et Polly "Ian" et "Barbara". De plus, à la fin du roman le Docteur s'installe dans une sorte de chambre du TARDIS qui lui permet de se régénérer plus facilement. Ce roman fut traduit en allemand.

## Édition VHS, CD et DVD
L'épisode n'a jamais été édité en français, mais a connu plusieurs éditions au Royaume-Uni, en Australie et aux États-Unis.
- Une reconstruction amateur de l'épisode fut diffusée sur VHS en 1998 par l'équipe de Loose Cannon Production. Celle-ci a été détruite au profit de la reconstruction officielle de la BBC[11].
- L'épisode est aussi ressorti un coffret VHS intitulé "Doctor Who: The Cybermen Box Set: The Tenth Planet and Attack of the Cybermen" en 2001   avec une reconstruction du 4e épisode à partir de la bande son de l'épisode, des photos du tournage et des quelques extraits retrouvés. Aux USA et au Canada, les deux épisodes sont sortis de manière individuelle.
- Les passages en 8 mm filmé par des fans ainsi que l'extrait en 16 mm montrant la 1re régénération du Docteur, sont disponibles dans le coffret "Doctor Who, Lost in Time" sorti en novembre 2004 et réunissant tous les passages d'épisodes perdus.
- La bande son de cet épisode et de l'épisode « The Invasion » enregistré à l'époque par des fans a été éditée sur un coffret CD nommé "Doctor Who : Cyberman". Il contient sur un disque bonus "The Origin of Cyberman" un texte par l'acteur David Banks, qui jouait le rôle du Cyber-leader dans les années 1980.
- La musique de l'épisode est sortie en 2000 sous le titre "Dr Who - Music from the Tenth Planet."
- Une édition DVD de cet épisode est sortie en 2013 avec, comme pour l'édition DVD de « The Reign of Terror » une reconstitution de la partie manquante sous forme de dessin-animé[12].